# Дългопера риба тон
Дългоперата риба тон (Thunnus alalunga), също дългопер тон, е вид бодлоперка от семейство Scombridae. Видът е почти застрашен от изчезване.

## Разпространение и местообитание
Разпространен е в Австралия, Алжир, Американска Самоа, Американски Вирджински острови, Ангола, Ангуила, Антигуа и Барбуда, Аруба, Асенсион и Тристан да Куня, Барбадос, Бахамски острови, Белиз, Бенин, Бермудски острови, Бонер, Бразилия, Британски Вирджински острови, Вануату, Великобритания, Венецуела, Виетнам, Габон, Гамбия, Гана, Гваделупа, Гватемала, Гвиана, Гвинея, Гвинея-Бисау, Гренада, Гуам, Гърция, Доминика, Доминиканска република, Египет, Еквадор, Екваториална Гвинея, Западна Сахара, Израел, Източен Тимор, Индия, Индонезия, Йордания, Ирландия, Испания, Италия, Кабо Верде, Кайманови острови, Канада, Кения, Кипър, Кирибати, Китай, Кокосови острови, Колумбия, Коморски острови, Република Конго, Коста Рика, Кот д'Ивоар, Куба, Кюрасао, Либерия, Либия, Ливан, Мавритания, Мавриций, Мадагаскар, Майот, Малайзия, Малдиви, Малки далечни острови на САЩ, Малта, Мароко, Мартиника, Маршалови острови, Мексико, Микронезия, Мозамбик, Монсерат, Науру, Нигерия, Никарагуа, Ниуе, Нова Зеландия, Нова Каледония, Остров Норфолк, Остров Рождество, Остров Света Елена, Острови Кук, Палау, Панама, Папуа Нова Гвинея, Перу, Питкерн, Португалия, Провинции в КНР, Пуерто Рико, Реюнион, Саба, Салвадор, Самоа, Сао Томе и Принсипи, САЩ, Свети Мартин, Северна Корея, Северни Мариански острови, Сейнт Винсент и Гренадини, Сейнт Китс и Невис, Сейнт Лусия, Сейшели, Сен Бартелми, Сен Естатиус, Сенегал, Сиера Леоне, Сингапур, Синт Мартен, Сирия, Соломонови острови, Сомалия, Суринам, Тайван, Танзания, Того, Токелау, Тонга, Тринидад и Тобаго, Тувалу, Тунис, Турция, Търкс и Кайкос, Уолис и Футуна, Фиджи, Филипини, Франция, Френска Гвиана, Френска Полинезия, Хаити, Хондурас, Хонконг, Чили, Шри Ланка, Южна Африка, Южна Корея, Ямайка и Япония.
Обитава крайбрежията на океани, морета и заливи в райони с тропически, умерен и субтропичен климат.

## Описание
На дължина достигат до 1,4 m, а теглото им е не повече от 60,3 kg.
Продължителността им на живот е около 9 години. Популацията на вида е намаляваща.